# Robbie Tobeck
Robert Lee Tobeck (Tarpon Springs, 6 marzo 1970) è un ex giocatore di football americano statunitense che ha giocato nel ruolo di centro negli Atlanta Falcons e i Seattle Seahawks della National Football League (NFL). Al college ha giocato a football alla Washington State University.

## Carriera professionistica
Dopo non essere stato scelto nel Draft NFL 1993, Tobeck firmò per giocare come guardia con gli Atlanta Falcons con cui rimase fino alla stagione e con cui arrivò a disputare il Super Bowl XXXIII nella stagione 1998, perdendo contro i Denver Broncos. Nella stagione 2000 passò ai Seattle Seahawks. Nella stagione 2005 fu convocato per il suo primo Pro Bowl e raggiunse come centro titolare il Super Bowl XL, perso nuovamente, questa volta contro i Pittsburgh Steelers. Si ritirò dopo la sconfitta nei playoff coi Chicago Bears della stagione 2006.

## Palmarès

### Franchigia
- National Football Conference Championship: 2

Atlanta Falcons: 1998
Seattle Seahawks: 2005

### Individuale
- Convocazioni al Pro Bowl: 1

2005
- Formazione ideale del 35º anniversario dei Seahawks
- 50 migliori giocatori del 50º anniversario dei Seahawks

## Statistiche
| Partite totali      | 176 |
| Partite da titolare | 166 |
| Fumble recuperati   | 4   |